# Massopoda
Massopoda – klad zauropodomorfów żyjących w erze mezozoicznej. Nazwę ukuł w 2006 paleontolog Adam Yates z University of the Witwatersrand. Jak dotąd nie używali jej inni autorzy. W 2007 przypisał klad grupie Plateosauria, umieszczając w nim rodzinę masospondyli, a także Riojasauridae. Zdefiniował go zaś jako obejmujący wszystkie zauropodomorfy bliżej spokrewnione z saltazaurem, niż z plateozaurem. Systematyka bazalnych zauropodomorfów podlega cały czas rewizji i dopiero się okaże, czy nazwa Massopoda przyjmie się także wśród innych autorów.